# Freaky Styley
| Оценки критиков               | Оценки критиков |
| Источник                      | Оценка          |
| ----------------------------- | --------------- |
| AllMusic                      | [ 2 ]           |
| Encyclopedia of Popular Music | [ 3 ]           |
| MusicHound Rock               | 3/5             |
| The Rolling Stone Album Guide | [ 5 ]           |
| Select                        | [ 6 ]           |
| Spin Alternative Record Guide | 7/10            |

Freaky Styley (с англ. — «Причудливый Стиль»)— второй студийный альбом американской рок-группы Red Hot Chili Peppers, вышедший в августе 1985 года на лейбле EMI.

## Об альбоме
Freaky Styley был записан на студии United Sound Studios  Детройт, США, продюсировал альбом Джордж Клинтон.

Названием для диска послужила сленговая фраза «Freaky Styley». Из книги Энтони Кидиса — Scar Tissue (англ.): 
В то время мы называли всё, что считали крутым, «freaky styley». Танец, девушку, барабанный бит, всё, что угодно. Когда процесс записи подошёл к концу, мы сели за обеденный стол и стали обсуждать: "Как нам назвать этот альбом?" Клифф посмотрел на нас и сказал: "Почему бы нам не назвать его так же, как мы называем всё остальное? Freaky Styley".
На песню из этого альбома — «Jungle Man», на домашнюю видеокамеру, был снят видеоклип, смонтированный из home-видео группы в туре и выступления в клубе Линжери в Голливуде. Режиссёром другого видео на песню «Catholic School Girls Rule» стал Дик Руд (Dick Rude).

## Список композиций
Слова и музыка всех песен — Энтони Кидис, Фли, Джек Шерман и Клифф Мартинез, кроме указанных иначе.
| №                   | Название                                                   | Автор(ы)                                                      | Перевод                         | Длительность |
| ------------------- | ---------------------------------------------------------- | ------------------------------------------------------------- | ------------------------------- | ------------ |
| 1.                  | «Jungle Man»                                               |                                                               | Человек Джунглей                | 4:09         |
| 2.                  | «Hollywood (Africa)» (кавер на The Meters)                 | Зигги Моделист, Арт Невилл, Лео Ноцентелли, Джордж Портер мл. | Голливуд (Африка)               | 5:03         |
| 3.                  | «American Ghost Dance»                                     |                                                               | Американский Танец Призраков    | 3:44         |
| 4.                  | «If You Want Me to Stay» (кавер на Sly & the Family Stone) | Слай Стоун                                                    | Если Ты Хочешь, чтобы Я Остался | 4:07         |
| 5.                  | «Nevermind»                                                | Кидис, Фли, Хиллел Словак, Джек Айронс                        | Не Обращайте Внимания           | 2:48         |
| Общая длительность: | Общая длительность:                                        | Общая длительность:                                           | Общая длительность:             | 19:51        |

| №                   | Название                     | Автор(ы)                     | Перевод                              | Длительность |
| ------------------- | ---------------------------- | ---------------------------- | ------------------------------------ | ------------ |
| 6.                  | «Freaky Styley»              |                              | Причудливый Стиль                    | 3:39         |
| 7.                  | «Blackeyed Blonde»           |                              | Черноглазая Блондинка                | 2:39         |
| 8.                  | «The Brothers Cup»           | Кидис, Фли, Словак, Айронс   | Кубок Братьев                        | 3:27         |
| 9.                  | «Battleship»                 |                              | Боевой Корабль                       | 1:53         |
| 10.                 | «Lovin' and Touchin'»        |                              | Любить и Прикасаться                 | 0:36         |
| 11.                 | «Catholic School Girls Rule» |                              | Девчонки из Католической Школы Рулят | 1:55         |
| 12.                 | «Sex Rap»                    | Кидис, Фли, Словак, Айронс   | Секс-Рэп                             | 1:54         |
| 13.                 | «Thirty Dirty Birds»         | Кидис, Фли, Словак, Мартинез | Тридцать Грязных Птиц                | 0:14         |
| 14.                 | «Yertle the Turtle»          | Доктор Сьюз                  | Черепаха Йертл                       | 3:38         |
| Общая длительность: | Общая длительность:          | Общая длительность:          | Общая длительность:                  | 19:55        |

| №                   | Название                                      | Автор(ы)                   | Перевод                  | Длительность |
| ------------------- | --------------------------------------------- | -------------------------- | ------------------------ | ------------ |
| 15.                 | «Nevermind» (демо)                            | Кидис, Фли, Словак, Айронс |                          | 2:17         |
| 16.                 | «Sex Rap» (демо)                              | Кидис, Фли, Словак, Айронс |                          | 1:37         |
| 17.                 | «Freaky Styley» (оригинальная длинная версия) |                            |                          | 8:49         |
| 18.                 | «Millionaires Against Hunger»                 |                            | Миллионеры Против Голода | 3:28         |
| Общая длительность: | Общая длительность:                           | Общая длительность:        | Общая длительность:      | 16:11        |

## Участники записи
| Red Hot Chili Peppers - Энтони Кидис — вокал - Хиллел Словак — гитара, бэк-вокал, совокал (13) - Фли — бас-гитара, бэк-вокал - Клифф Мартинес — ударные Дополнительный персонал - Джордж Клинтон — бэк-вокал - Стив Бойд — бэк-вокал - Ширли Хейден — бэк-вокал - Роберт "Арахис" Джонсон — бэк-вокал - Луис "Бро" Кабаби — бэк-вокал, вокал (13) - Пэт Льюис — бэк-вокал - Майк "Клип" Пейн — бэк-вокал - Гарри Шидер — бэк-вокал - Джоэл Вирджел — бэк-вокал - Андре Фокс — бэк-вокал - Бенни Коуан — труба (2–5, 8, 14) - Ларри Фратанджело — перкуссия - Масео Паркер — саксофон (2–5, 8, 14) - Фред Уэсли — тромбон (2–5, 8, 14), аранжировки для горна - Джо Шерман — композитор - Муруга Букер — массажи Продюсирование - Джордж Клинтон — продюсер - Грег Уорд — звукорежиссёр, сведение - Джон Бауэр — второй звукорежиссёр - Джим Витти — сведение (7 и 8) - Джим "Джей Би" Барлейн — сведение (12) - Red Hot Chili Peppers — сведение (12) - Брюс Назарян — сведение (14) Оформление - Нельс Исраэльсон — фотографии - Генри Маркекс — арт-директор - Питер Ши — дизайн | Red Hot Chili Peppers - Энтони Кидис — вокал - Фли — бас-гитара - Хиллел Словак — гитара - Джек Айронс — ударные (15–16) - Клифф Мартинес — ударные (17–18) |